# Trestonia fulgurata
Trestonia fulgurata är en skalbaggsart som beskrevs av Jean Baptiste Lucien Buquet 1859. Trestonia fulgurata ingår i släktet Trestonia och familjen långhorningar.
Artens utbredningsområde är Guadeloupe. Inga underarter finns listade i Catalogue of Life.